# ديف مورغان (مهندس)
ديف مورغان (بالإنجليزية: Dave Morgan)‏ هو مهندس بريطاني، ولد في 7 أغسطس 1944 في Cranmore, Somerset ‏ في المملكة المتحدة، وتوفي في 6 نوفمبر 2018 بسبب أمراض دماغية وعائية.